# Mônica Veloso
Mônica Canto Freitas Veloso (Nanuque, MG, 25 de agosto de 1968) é uma jornalista e apresentadora de televisão brasileira.

## Biografia
Nascida em Nanuque e criada em Belo Horizonte, na adolescência, trabalhou como modelo fazendo comerciais em Cuiabá. Mônica se formou em jornalismo pela UniCEUB. No passado foi apresentadora de telejornais transmitidos pela Rede Globo, sendo apresentadora da TV Centro América, de Cuiabá. Mônica apresentou o telejornal local da MTTV e outros programas de entretenimento como o Vitrine e TVCA. e por dez anos da TV Globo Brasília no comando do DFTV. Após deixar a Globo, fundou uma produtora de marketing político, a Cristal, Mônica trabalhou nos programas de campanha de Roseana Sarney para o governo do Maranhão em 1998 e Joaquim Roriz para o governo do Distrito Federal em 2002.
Tornou-se nacionalmente conhecida em 2007, no epísódio que recebeu o nome de Renangate, por envolver o presidente do Senado Federal, Renan Calheiros. Mônica trabalhava na sua produtora de vídeo que trabalhava em campanhas eleitorais quando foi contratada para apresentar um programa político para o horário eleitoral gratuito do PMDB. Foi assim que ela o conheceu. Ainda de acordo com amigos, Renan ficou fascinado com a beleza de Mônica ao conhecê-la. O namoro começou em fevereiro de 2003, durante um jantar na casa do ex-senador Ney Suassuna. O casal costumava se encontrar na casa dela e no Blue Tree Hotel. Na maioria das vezes, hospedavam-se num flat do lobista Cláudio Gontijo. Segundo amigos de Renan, namoraram durante nove meses - segundo Mônica, o relacionamento durou três anos. A crise entre os dois começou em dezembro de 2003, quando Mônica contou a Renan que estava grávida. Com receio de um escândalo, Renan conta que insistiu para que a gravidez fosse mantida em sigilo. No dia 10 de março de 2004, uma coluna social do Jornal de Brasília publicou a informação de que Mônica esperava um filho de Renan. No mesmo dia, Mônica enviou ao jornal uma nota em que desmentia a notícia. A amigos, ela disse que fez isso porque foi pressionada pelo político. Com a ajuda de Ney Suassuna, amigo da irmã de Mônica, Renan tentou evitar que o clima piorasse. Foi quando Renan alugou a casa no Lago Norte, cujo fiador foi Cláudio Gontijo, e acertou o pagamento da mesada para Mônica. Na versão contada por amigas de Mônica, nesse período ela deixou de trabalhar e passou um período reclusa. Em julho, nasceu a filha do casal, Maria Catharina Freitas Vasconcelos Calheiros, rendendo a Mônica uma pensão alimentícia que, de acordo com acusações, paga no valor de doze mil reais das mãos de um funcionário da empreiteira Mendes Júnior, Cláudio Gontijo. Renan Calheiros foi investigado por essa e outras acusações mas foi absolvido por votação no Senado.
Mônica viria a lançar um livro, O Poder que Seduz, pela Editora Novo Conceito, em que conta sua versão da história de amor com o presidente do Senado. Além do caso com o político, a jornalista narra os hábitos de políticos em Brasília e as relações profissionais com jornalistas, publicitários e lobistas. No livro, Mônica afirma ser comum parlamentares e juízes receberem dinheiro de lobistas, mas não revela nomes, "São boatos de Brasília. Não tenho provas contra ninguém, mas sei que tem os políticos que recebem e os que não recebem. O lobby é uma forma de sedução", disse. Mônica também tem outra filha, Luiza.

## Ensaio na Playboy
Meses mais tarde, Mônica aceitou ser fotografada por J.R. Duran, para a revista Playboy. O ensaio estava previsto para ir às bancas no mês de setembro, mas foi adiado para outubro porque, segundo a jornalista Mônica Bergamo, da Folha de S.Paulo, Mônica não teria gostado de algumas fotos do ensaio e teria resolvido fazer outras.
No lugar de Mônica Veloso, a revista publicou fotos da atriz Bárbara Paz na edição de setembro.  Mônica nega sistematicamente que suas fotos tenham sido objeto de tratamento por Photoshop ou programa semelhante. Em entrevista ao Mais Você, admitiu que houve retoques em suas fotos da Playboy. Segundo ela, os retoques foram para uniformizar a cor da pele, "Acredito que deve ter sido feita uma coisa ou outra no sentido de uniformizar a cor da pele, tirar olheiras. Mas nas medidas não vi nenhuma diferença", afirmou ela. Em relação ao ensaio, também declarou, "Não é meu tipo fazer ensaios ousados, não combina comigo. Eu escolhi o fotógrafo, a locação, os objetos e as poses, para ficar um clima que tem a ver comigo. O ensaio ficou de bom gosto, com o meu perfil", disse a jornalista. O valor do cachê não foi divulgado, embora tenha ficado acertado que Mônica Veloso receberá um percentual sobre as vendas da edição. Edson Aran, diretor da Playboy, disse que a revista estava feliz por mostrar "o lado mais bonito da crise". Em razão de seu ensaio, Mônica foi alvo da imprensa internacional como o argentino El Clarín, e os portugueses Diário de Notícias e Correio da Manhã.
Uma das fotos retoma o uso de uma cadeira modelo 3107 de Arne Jacobsen, que fora já usada numa foto célebre de Christine Keeler.
Na promoção do seu nu artístico, ela foi alvo de entrevistas televisivas. Na TV Bandeirantes, arrancou o microfone e disse "você está pegando pesado" quando Roberto Cabrini perguntou sobre quem pagava a pensão. Na TV Record quando Britto Junior questionou sobre a relação com o senador e perguntou de onde vinha a pensão que Renan lhe pagou, Mônica ficou nervosa e pediu "desliga as câmeras". Já diante dos humoristas do programa Pânico na TV, da RedeTV!, foi perguntada se o programa photoshop foi usado para melhorar suas fotos na revista masculina. Também foi entrevistada nos programas Show Business e Amaury Jr e participou do Zorra Total com a personagem Dra. Lorca (Fabiana Karla).
Em uma crônica no jornal O Estado de São Paulo, Arnaldo Jabor escreveu, ao comentar da Playboy da jornalista, disse que "Mônica foi o único bem declarado de Calheiros que apareceu de fato”.
Por conta de sua exposição na mídia, a jornalista foi convidada pela Portela, no Rio de Janeiro, e a Águia de Ouro, em São Paulo, para desfilar como destaque no carnaval 2008, "Eu recusei os convites porque estou envolvida com o projeto do meu programa na televisão. Desta vez, quero ficar apreciando do camarote", explica.

## Vrum
Apresentava o programa Vrum da TV Alterosa desde 2008 que era exibido pelo SBT, mas em agosto de 2012 é demitida do programa e emissora por não aceitar o corte do salário em mais da metade.